# Taça de Portugal de 2003–04
A Taça de Portugal 2003-04 foi 64ª edição da Taça de Portugal, competição sob alçada da Federação Portuguesa de Futebol.
A  final foi realizada a 16 de maio de 2004, no Estádio Nacional do Jamor, entre o FC Porto e o Benfica.
O Benfica derrotou o FC Porto, por 2-1, sagrando-se campeão da Taça pela vigésima-quarta vez (recorde).

## Oitavos de Final
| Visitado (C)         | Resultado                 | Visitante (C)            |
| União de Leiria (PL) | 1 - 2                     | Nacional da Madeira (PL) |
| Marco (II)           | 0 - 0 (0-0a.p.) (7-8g.p.) | Naval (PL)               |
| Rio Ave (PL)         | 2 - 1                     | Portimonense (LH)        |
| Moreirense (II)      | 1 - 2                     | Braga (PL)               |
| Belenenses (PL)      | 4 - 0                     | Sto. António (III)       |
| Estoril Praia (PL)   | 1 - 0                     | Vitória de Setúbal (PL)  |
| Porto (PL)           | 4 - 0                     | Vilafranquense (III)     |

| - C - campeonato em que a equipa joga |  | - III - III Divisão - II - II Divisão - LH - Liga de Honra - PL - Primeira Liga |

## Quartos de Final
| Visitado (C)    | Resultado                 | Visitante (C)            |
| Benfica (PL)    | 2 - 1                     | Nacional da Madeira (PL) |
| Naval (PL)      | 2 - 3                     | Braga (PL)               |
| Rio Ave (PL)    | 1 - 2                     | Porto (PL)               |
| Belenenses (PL) | 2 - 2 (2-2a.p.) (5-4g.p.) | Estoril Praia (PL)       |

| - C - campeonato em que a equipa joga |  | - PL - Primeira Liga |

## Meias-Finais
| Visitado (C) | Resultado | Visitante (C)   |
| Braga (PL)   | 1 - 3     | Porto (PL)      |
| Benfica (PL) | 3 - 1     | Belenenses (PL) |

| - C - campeonato em que a equipa joga |  | - PL - Primeira Liga |

## Final
| 16 de maio, de 2004 17:15 | Porto      | 1 – 2 | Benfica                         | Estádio Nacional do Jamor, Lisboa |
|                           | Derlei 45' |       | Fyssas 58' · Simão Sabrosa 104' |                                   |

| | |  | | |
| | Cartões & substituições |  | | |
| Jorge Costa 40' Costinha 67' McCarthy Maciel 68' Jorge Costa Pedro Mendes Pedro Emanuel 71' Deco 71' Derlei 74' Costinha Carlos Alberto 99' Nuno Valente 93' | Jorge Costa 40' Costinha 67' McCarthy Maciel 68' Jorge Costa Pedro Mendes Pedro Emanuel 71' Deco 71' Derlei 74' Costinha Carlos Alberto 99' Nuno Valente 93' |  | Petit 49' Armando Sá Fernando Aguiar 55' Šokota Geovanni 55' Tiago 67' Simão 72' Tiago Zahovic 79' Fyssas 80' Luisão 115' | Petit 49' Armando Sá Fernando Aguiar 55' Šokota Geovanni 55' Tiago 67' Simão 72' Tiago Zahovic 79' Fyssas 80' Luisão 115' |

## Campeão
| Taça de Portugal 2003-04 |
| ------------------------ |
| Benfica 24º Título       |